# Jeff Job
Jeffrey „Jeff“ Job (* 21. April 1963) ist ein ehemaliger kanadischer Eishockeyspieler und derzeitiger -trainer.

## Werdegang

### Spieler
Der Angriffsspieler Jeff Job wechselte im Jahre 1986 zum deutschen Regionalligisten Herforder EG und wurde mit seiner Mannschaft ein Jahr später Vizemeister hinter dem ERC Westfalen Dortmund. In der anschließenden Qualifikationsrunde gelang den Herfordern der Aufstieg in die Oberliga Nord. Trotz des sportlich erreichten Klassenerhalts, zu dem Job in 45 Spielen 94 Tore beisteuerte, zog der Verein seine Mannschaft am Saisonende freiwillig in die Regionalliga West zurück. Jeff Job wechselte daraufhin zum Oberligisten EHV Wesel, für den er in zwei Jahren 168 Tore erzielte. 1990 kehrte Jeff Job zur Herforder EG zurück und stieg mit seiner Mannschaft am Saisonende in die Oberliga Nord auf. Während der Saison 1991/92 wechselte Job zum englischen Club Lee Valley Lions. 1995 kehrte Jeff Job nach Deutschland zurück und spielte fortan für den Berliner Schlittschuhclub, mit dem er 1997 in die seinerzeit drittklassige 2. Liga Nord aufstieg und ein Jahr später knapp den Durchmarsch in die 1. Liga verpasste. In der Saison 1998/99 ließ er seine Karriere beim Rostocker EC ausklingen.

### Trainer
In der Saison 2009/10 führte Job die U-18-Mannschaft des WSV Sterzing Broncos zur italienischen Meisterschaft und wirkte darüber hinaus noch als Co-Trainer der in der zweitklassigen Serie B spielenden Seniorenmannschaft. Von 2011 bis 2013 war Jeff Job Co-Trainer des HC Innsbruck. In der Saison 2015/16 war Job Cheftrainer des AHC Vinschgau - Val Venosta in der italienischen Serie B. 2016 kehrte Jeff Job zum Herforder EV in die Regionalliga West zurück und führte das Team 2018 und 2019 jeweils zur Meisterschaft. Im Sommer 2020 stiegen die Herforder in die Oberliga Nord auf. Nach dem Ende der Saison 2020/21 wurde der auslaufende Vertrag nicht verlängert. Jeff Job übernahm daraufhin den Ligarivalen Hammer Eisbären.
Seit Februar 2023 ist Jeff Job Headcoach des Nachwuchs der Eisadler Dortmund.